# Lukovica (Slovénie)
Pour les articles homonymes, voir Lukovica.
Lukovica est une commune du centre de la Slovénie située dans la région de la Haute-Carniole.

## Géographie
La municipalité est localisée dans la partie orientale de la région de Haute-Carniole sur la route reliant la capitale Ljubljana à Celje, à environ 22 km en direction de la capitale, dans une zone montagneuse et boisée. Le village de Lukovica est niché au creux de collines. À 400 mètres plus haut, le hameau de Brdo où se dressent les ruines du château de Brdo.

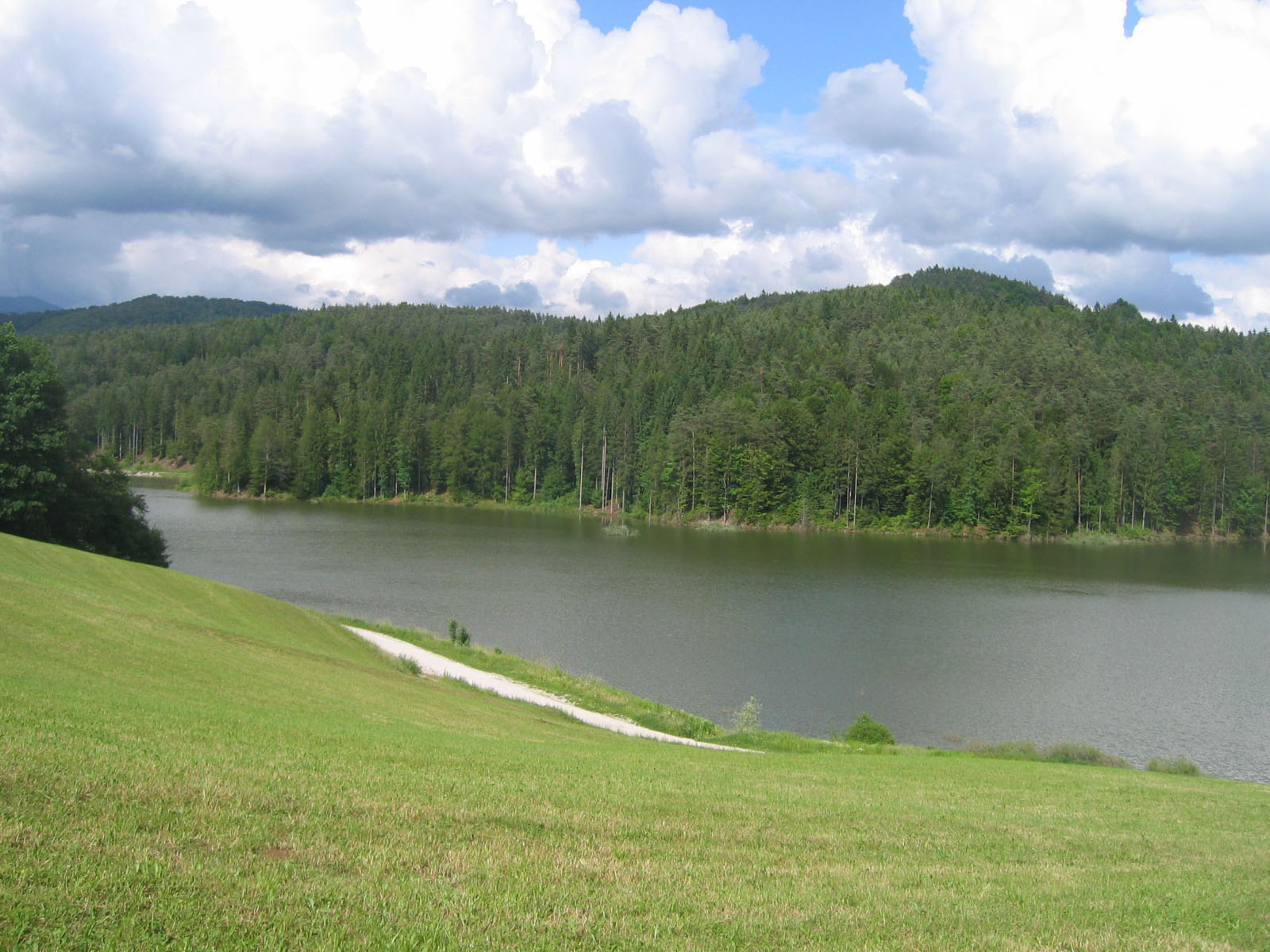
Lac de Gradišče à proximité de Lukovica

La commune a été créée en 1995.

### Villages
Les villages qui constituent la commune sont Blagovica, Brdo pri Lukovici, Brezovica pri Zlatem Polju, Bršlenovica, Dupeljne, Čeplje, Češnjice, Gabrje pod Špilkom, Golčaj, Gorenje, Gradišče pri Lukovici, Hribi, Imovica, Javorje pri Blagovici, Jelša, Kompolje, Koreno, Korpe, Krajno Brdo, Krašnja, Lipa, Log, Lukovica pri Domžalah, Mala Lašna, Mali Jelnik, Obrše, Podgora pri Zlatem Polju, Podmilj, Podsmrečje, Poljane nad Blagovico, Preserje pri Lukovici, Preserje pri Zlatem Polju, Prevalje, Prevoje pri Šentvidu, Prevoje, Prilesje, Prvine, Rafolče, Selce, Spodnje Koseze, Spodnje Loke, Spodnje Prapreče, Spodnji Petelinjek, Straža, Suša, Šentvid pri Lukovici, Trnjava, Trnovče, Trojane, Učak, V Zideh, Veliki Jelnik, Videm pri Lukovici, Vošce, Vranke, Vrba, Vrh nad Krašnjo, Vrhovlje, Zavrh pri Trojanah, Zgornje Loke, Zgornje Prapreče, Zgornji Petelinjek, Zlatenek, Zlato Polje, Šentožbolt et Žirovše.

## Démographie
Entre 1999 et 2021, la population de la commune de Lukovica a augmenté pour atteindre près de 6 000 habitants,.

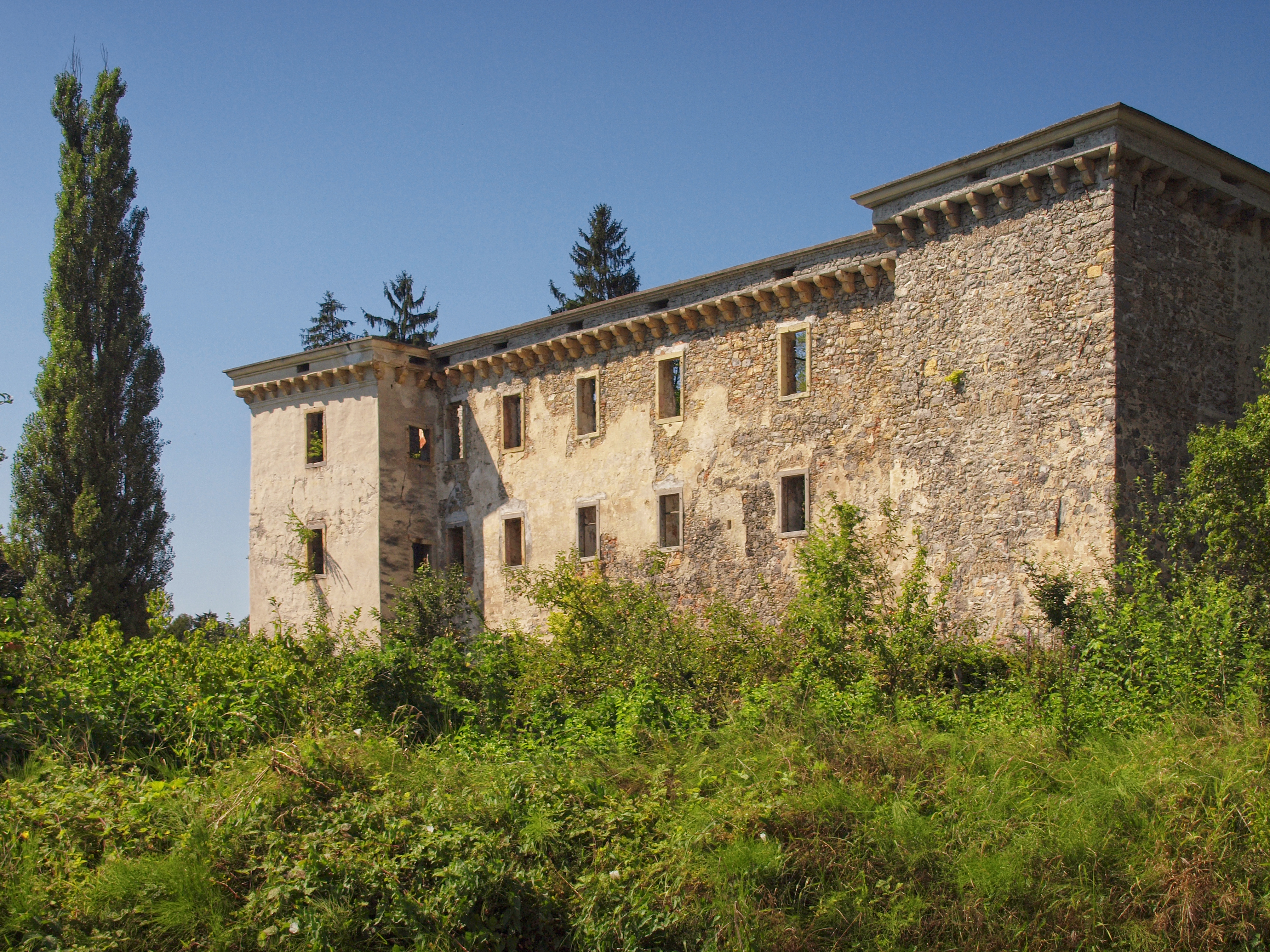
Le château

Évolution démographique
| 1999  | 2000  | 2001  | 2002  | 2003  | 2004  | 2005  | 2006  | 2007  |
| ----- | ----- | ----- | ----- | ----- | ----- | ----- | ----- | ----- |
| 4 772 | 4 825 | 4 867 | 4 979 | 5 120 | 5 099 | 5 054 | 5 103 | 5 273 |
| 2008  | 2009  | 2010  | 2011  | 2012  | 2013  | 2014  | 2015  | 2016  |
| 5 316 | 5 363 | 5 432 | 5 422 | 5 497 | 5 549 | 5 631 | 5 674 | 5 731 |
| 2017  | 2018  | 2019  | 2020  | 2021  |       |       |       |       |
| 5 761 | 5 799 | 5 838 | 5 890 | 5 888 |       |       |       |       |

## Lieux et monuments
- Château de Brdo : ruines au hameau de Brdo pri Lukovici, situé à 400 mètres sur la colline dominant le centre du village de Lukovica. Construit au début du XVIe siècle, il a été incendié durant la Seconde Guerre mondiale. Aujourd'hui, il a été en partie rénové : murs sud et ouest ainsi que la tour sud-ouest. Les armoiries de la famille Lamberg sont apposées sur le portail d'entrée. On y lit l'année 1522. Les restes d'un fastueux jardin avec étang sont encore visibles.
- L'église baroque de l'Assomption de Marie entourée du cimetière, voisine du château au hameau de Brdo pri Lukovici.
- Le musée de l'Apiculture, également à Brdo : Centre d'apiculture de Lukovica, administré par l'Association des apiculteurs de Slovénie.

## Personnages importants
- Viktor Rudi Avbelj, ancien président de la Slovénie.
- Janko Kersnik (1852-1897), écrivain. L'école primaire de Brdo porte son nom.

## Galerie photos

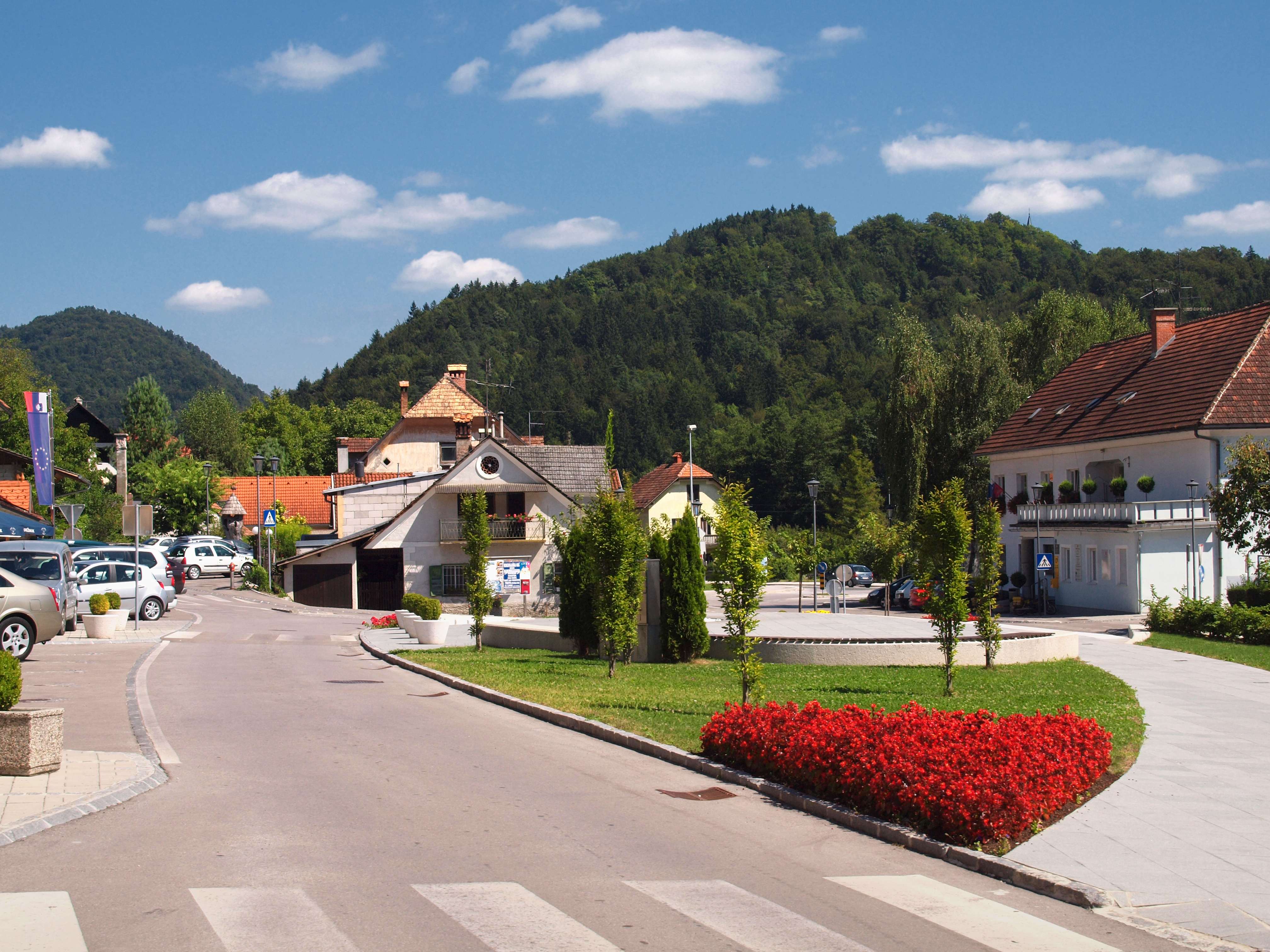
Place centrale du village
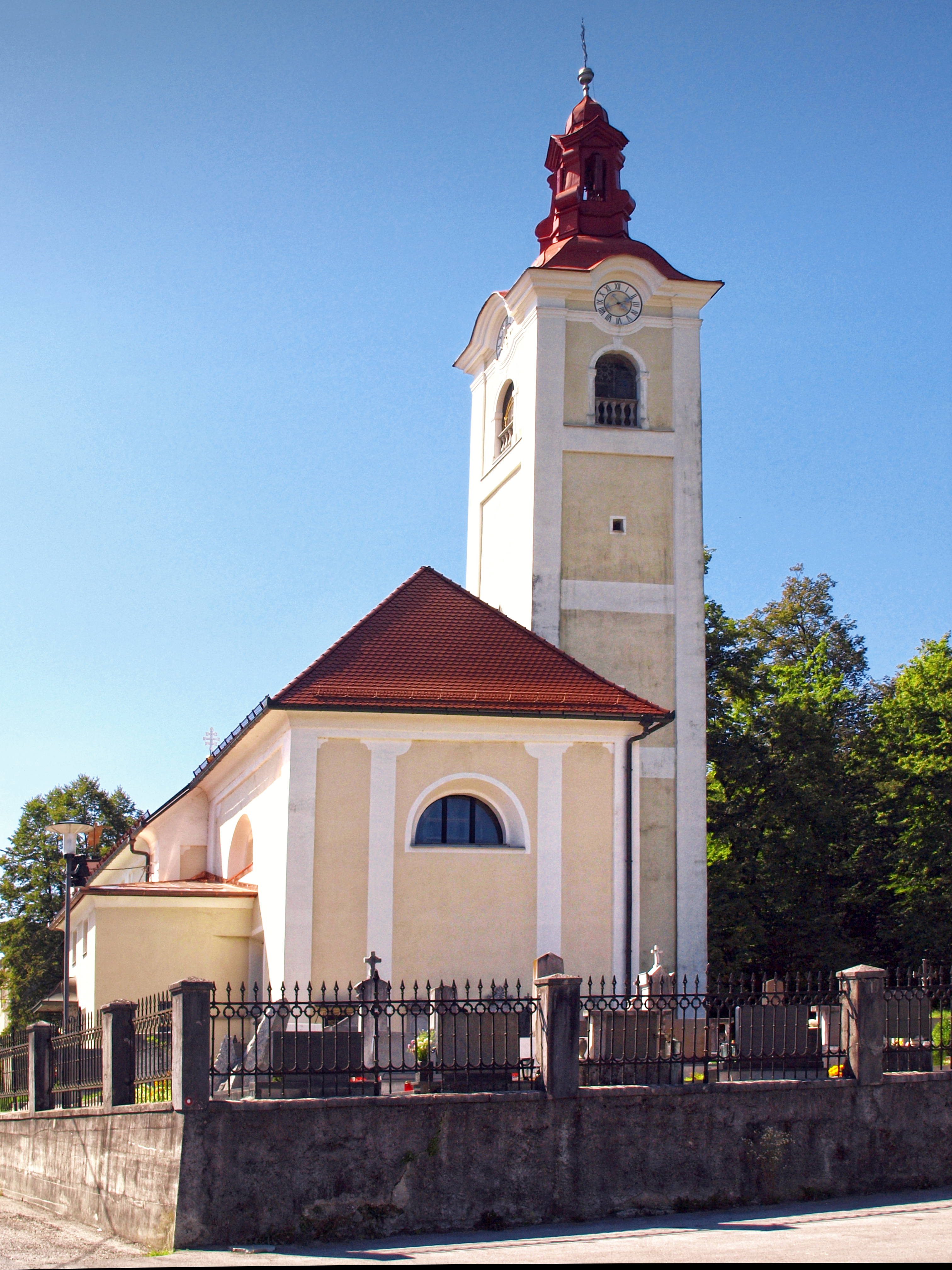
Église de l'Assomption de Marie
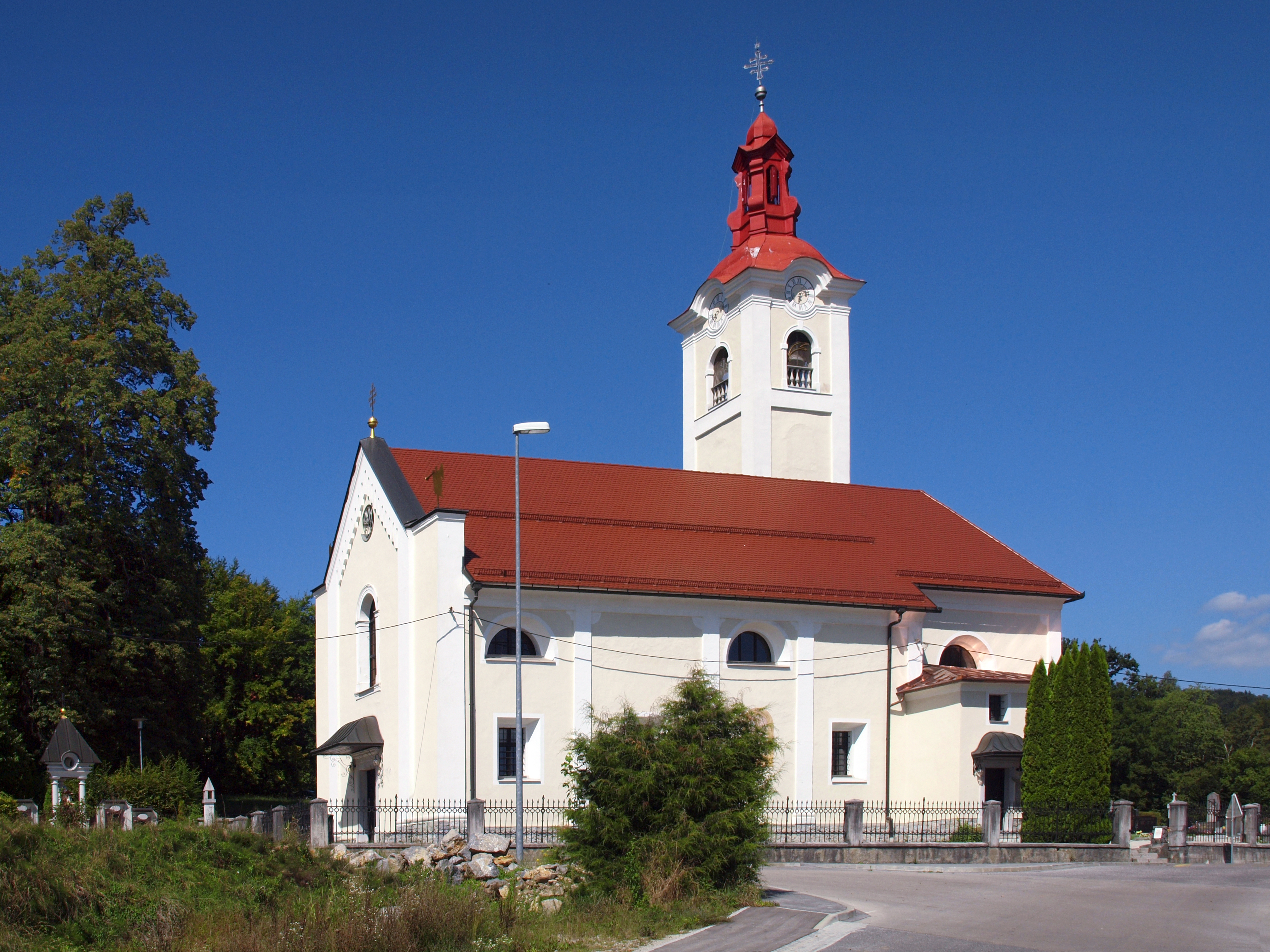
Église baroque de l'Assomption de Marie
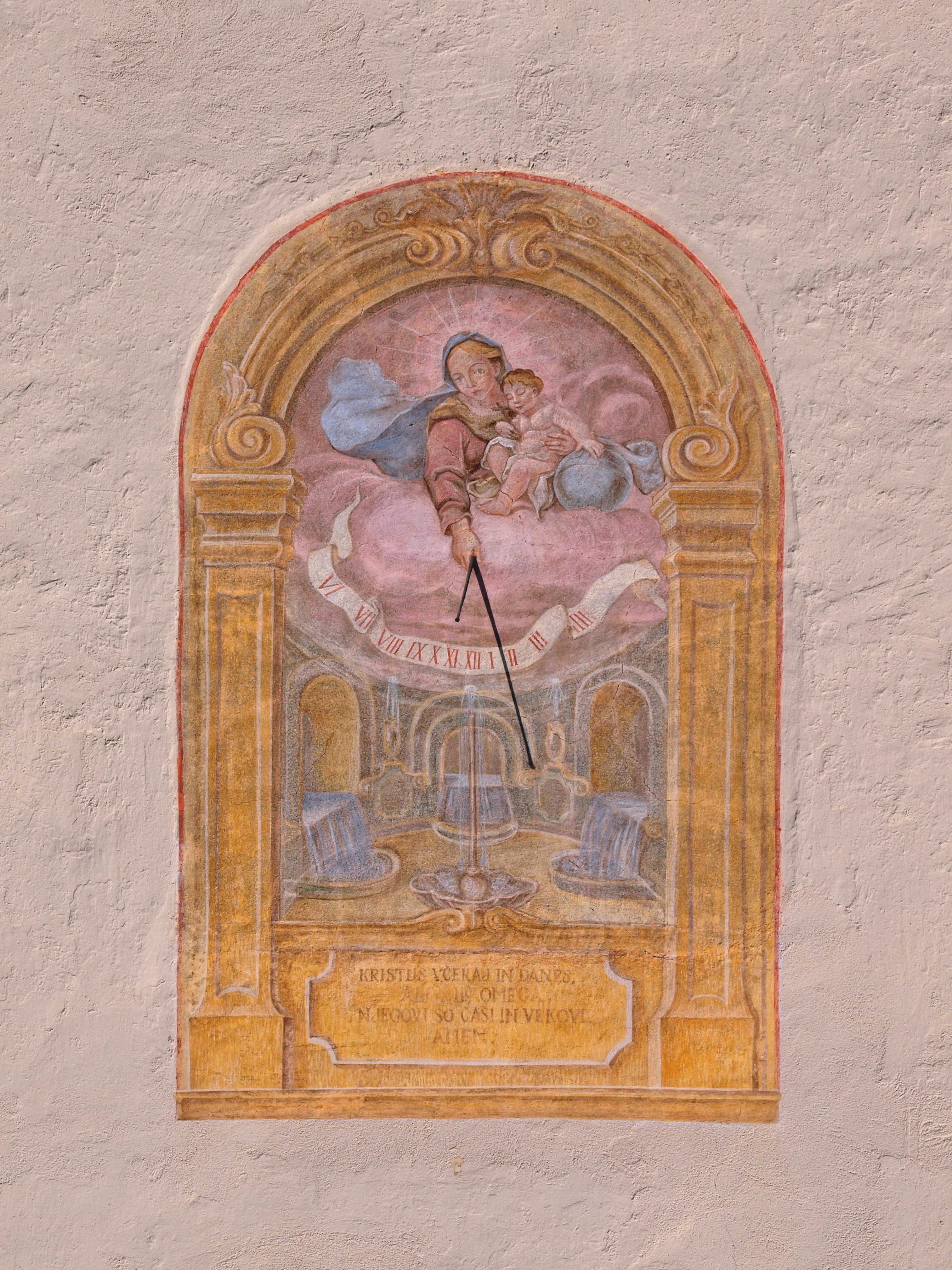
Cadran solaire de l'église
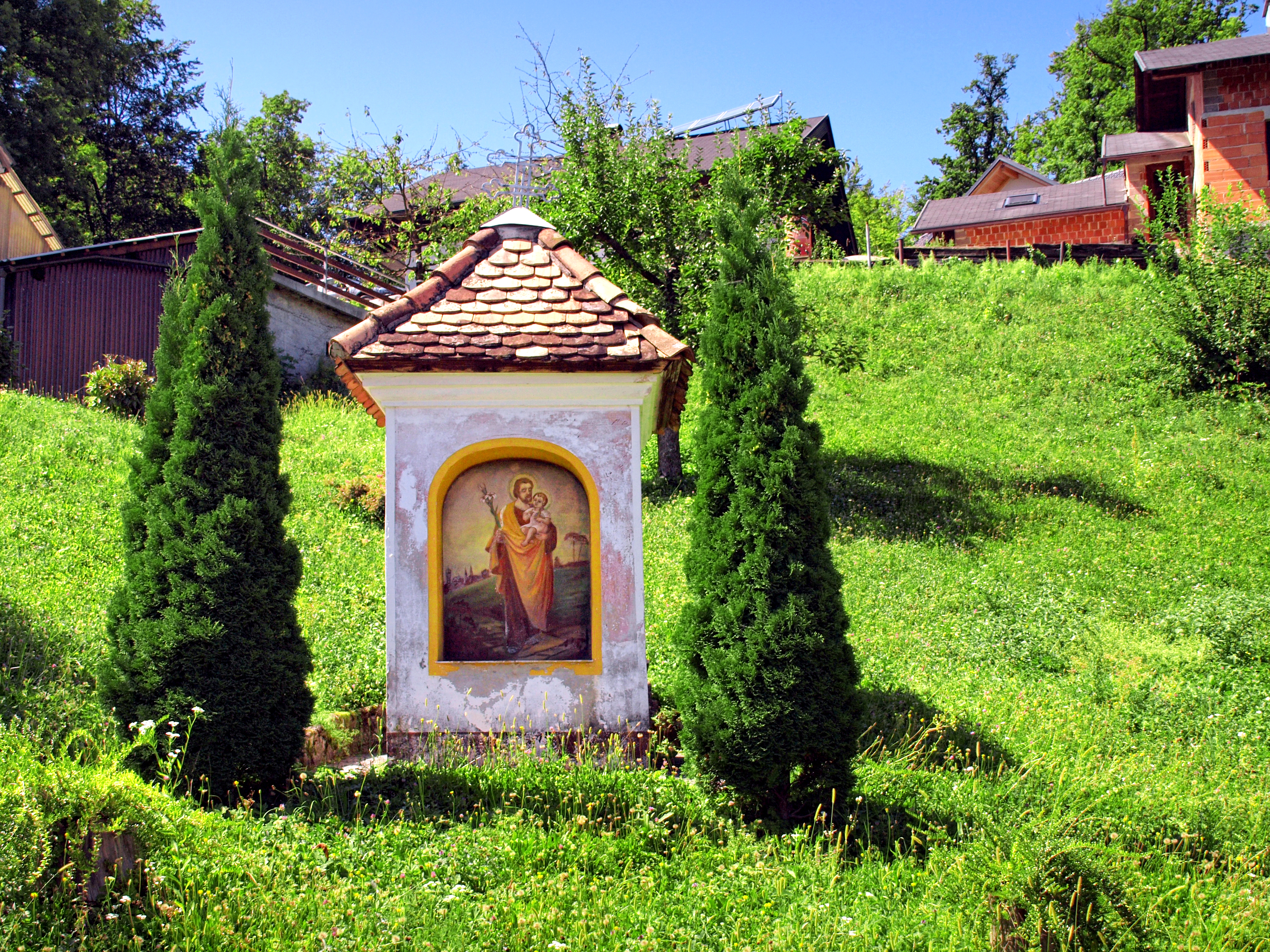
Chapelle dans la montée vers Brdo
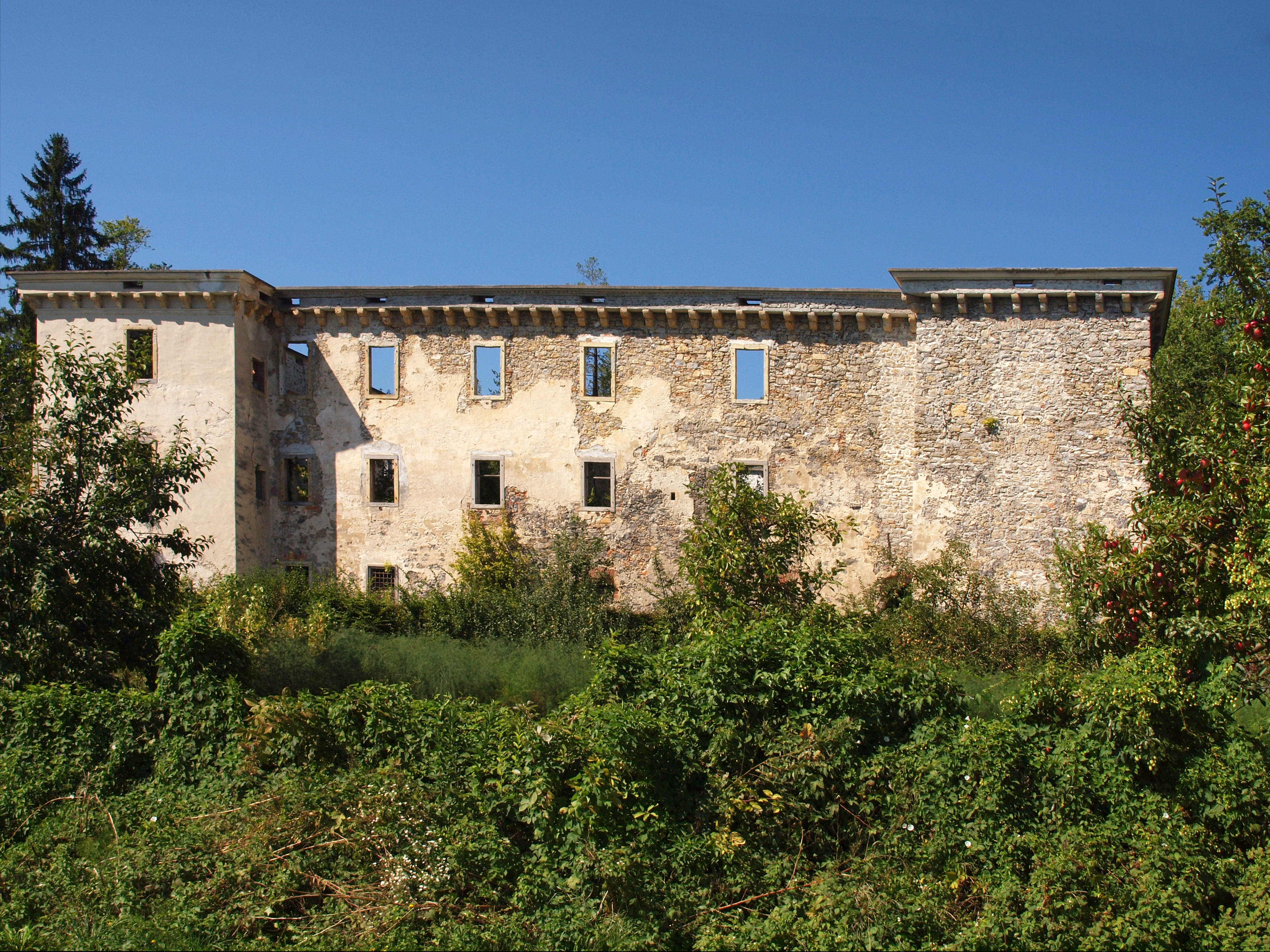
Ruines du château de Brdo